# Adelolecia
Adelolecia is een geslacht van korstmossen behorend tot de familie Ramalinaceae. De typesoort is Adelolecia pilati.

## Soorten
Volgens Index Fungorum bevat het geslacht drie soorten (peildatum februari 2023):
| Soortnaam                | Auteur(s)                 | Publicatiejaar |
| ------------------------ | ------------------------- | -------------- |
| Adelolecia pilati        | (Hepp) Hertel & Hafellner | 1984           |
| Adelolecia rhododendrina | (Nyl.) Printzen           | 2001           |
| Adelolecia sonorae       | Hertel                    | 2004           |